# Glandford with Bayfield

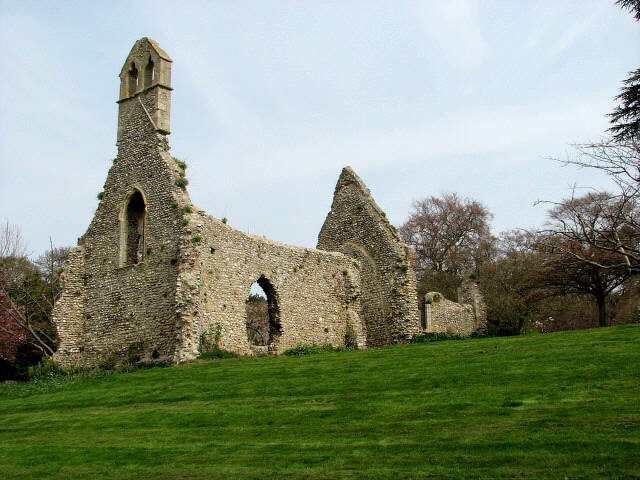

Glandford with Bayfield var en civil parish fram till 1935 när den uppgick i civil parish Letheringsett with Glandford, i grevskapet Norfolk i England. Civil parish var belägen 17 km från Cromer och hade 122 invånare år 1931.